# George L. P. Radcliffe

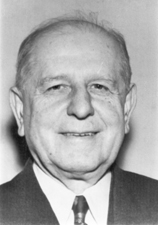
George L. P. Radcliffe

George Lovic Pierce Radcliffe (* 22. August 1877 bei Cambridge, Dorchester County, Maryland; † 29. Juli 1974 in Baltimore, Maryland) war ein US-amerikanischer Politiker (Demokratische Partei), der den Bundesstaat Maryland im US-Senat vertrat.

## Leben
George Radcliffe kam auf einer Farm in der kleinen Ortschaft Lloyds nahe dem County Seat Cambridge zur Welt. Er besuchte sowohl öffentliche als auch private Schulen, ehe er 1893 seinen Abschluss am Cambridge Seminary machte. Weitere Abschlüsse folgten an der Johns Hopkins University im Jahr 1897, an der dortigen Graduate School im Jahr 1900 sowie an der Law School der University of Maryland in Baltimore. Ehe er 1903 in die Anwaltskammer aufgenommen wurde und in Baltimore zu praktizieren begann, war er als Leiter des Cambridge Seminary sowie von 1901 bis 1902 als Lehrer am Baltimore City College tätig. Er engagierte sich außerdem in der Landwirtschaft sowie im Bankwesen.
Während des Ersten Weltkrieges gehörte Radcliffe ab 1916 der Kommission für den Alkoholausschank in Baltimore an, in der er bis 1919 verblieb; außerdem war er Mitglied im staatlichen Verteidigungsrat. Im Jahr 1919 wurde er zum Secretary of State von Maryland ernannt. Diesen Posten hatte er bis 1920 inne. Von 1933 bis 1934 bekleidete er als Regionalberater der Public Works Administration für Maryland, Delaware, Virginia, West Virginia, North Carolina, Tennessee, Kentucky und den District of Columbia erneut ein öffentliches Amt.
1934 wurde Radcliffe als Nachfolger des nicht mehr kandidierenden Republikaners Phillips Lee Goldsborough gegen Joseph Irwin France zum US-Senator für Maryland gewählt. Er wurde 1940 im Amt bestätigt und bewarb sich 1946 um die Nominierung für eine dritte Sitzungsperiode im Kongress, verlor in der Primary seiner Partei jedoch gegen Herbert O’Conor. Radcliffe schied am 3. Januar 1947 aus dem Senat aus und kümmerte sich wieder um seine Interessen in der Landwirtschaft sowie im Bankensektor. Er nahm auch weiterhin aktiv am öffentlichen Leben teil. Im Alter von fast 97 Jahren verstarb George Radcliffe in Baltimore; beigesetzt wurde er auf dem Friedhof von Cambridge.